# Milicias 6 y 7 de Noviembre
Las Milicias 6 y 7 de Noviembre, también llamados Comandos Urbanos 6 y 7 de Noviembre, fueron una milicia armada creada en 1985, instalándose en comunas populares (como lo son la Comuna 13) de Medellín, teniendo una leve presencia en Bogotá y Cali. El grupo estuvo ideológicamente influenciado por el Movimiento 19 de abril (M-19), tomando el nombre por la fecha en la que ocurrió la Toma del Palacio de Justicia, a pesar de que algunos de sus miembros militaron con el Ejército de Liberación Nacional (ELN).
El grupo como varias milicias nació para mitigar la delincuencia en zonas donde el gobierno colombiano estaba ausente.

## Historia

### Antecedentes
La aparición de milicias en la Comuna 13 de Medellín se remontan en los años 80´s, cuando grupos de milicianos como las Milicias Populares del Valle de Aburrá, Milicias Metropolitanas, o las Milicias Populares del Pueblo y para el Pueblo, bajo la fachada de ser grupos de autodefensa asesinaban delincuentes y drogadictos, esto con el pretexto de "limpiar las calles" o ejecutar limpieza social de la zona. También en varias zonas de la ciudad el Movimiento 19 de abril llegó a tener campamentos de reclutamiento, con la función de tener una base social. En varios barrios de Medellín se registraron ataques armados realizados por Escuadrones de la Muerte, el ELN y otras Milicias, sin embargo la mayoría de los delitos no se les dio seguimiento y ni siquiera se pudo establecer al grupo responsable o a los autores.
Para principios de los años 90´s estas milicias perdieron a gran parte de sus líderes, así como parte de apoyo de la población debido a sus actividades de robo, extorsión y narcotráfico en los barrios, inclusive el asesinato de líderes sindicales o estudiantes. Bajo esta situación en 1994, en una de las canchas de la Comuna 1650 milicianos de la zona nororiental entregaron sus armas, iniciando así un proceso de desmovilización. En el caso de las Milicias 6 y 7 de Noviembre, inicio siendo parte de las Milicias Populares del Valle de Aburrá (MPVA), una de las principales en Medellín, después de la desmovilización de las MPVA, las milicias 6 y 7 de noviembre siguieron la lucha armada.

### Cese al fuego
Para finales de 1998 las milicias 6 y 7 de noviembre empezaron a buscar un acercamiento con las autoridades para un posible desarme. Inclusive algunos voceros encarcelados en ELN llegaron a enviar una carta para pedirles que el movimiento miliciano sea tenido en cuenta en la convención nacional del 13 de febrero. En una entrevista brindada por el Comandante Hugo, menciona que este proyecto de milicia nació para darle "un sentido más político" al movimiento, así como atender las necesidades de la población.